# Canton de Valbonne
Le canton de Valbonne est une circonscription électorale française du département des Alpes-Maritimes, créée par le décret du 24 février 2014 et entrée en vigueur lors des élections départementales de 2015.

## Historique
Un nouveau découpage territorial des Alpes-Maritimes entre en vigueur en mars 2015, défini par le décret du 24 février 2014, en application des lois du 17 mai 2013 (loi organique 2013-402 et loi 2013-403). Les conseillers départementaux sont, à compter de ces élections, élus au scrutin majoritaire binominal mixte. Les électeurs de chaque canton élisent au Conseil départemental, nouvelle appellation du Conseil général, deux membres de sexe différent, qui se présentent en binôme de candidats. Les conseillers départementaux sont élus pour six ans au scrutin binominal majoritaire à deux tours, l'accès au second tour nécessitant 12,5 % des inscrits au premier tour. En outre la totalité des conseillers départementaux est renouvelée. Ce nouveau mode de scrutin nécessite un redécoupage des cantons dont le nombre est divisé par deux avec arrondi à l'unité impaire supérieure si ce nombre n'est pas entier impair, assorti de conditions de seuils minimaux. Dans les Alpes-Maritimes, le nombre de cantons passe ainsi de 52 à 27. Le canton de Valbonne fait partie des quatorze nouveaux cantons du département, les treize autres cantons portant la dénomination d'un ancien canton, mais avec des limites territoriales différentes.

## Représentation
| Période élective | Période élective | Mandat | Mandat   | Identité          | Nuance | Nuance | Qualité                                                                                        |
| ---------------- | ---------------- | ------ | -------- | ----------------- | ------ | ------ | ---------------------------------------------------------------------------------------------- |
| 2015             | 2021             | 2015   | 2021     | Anne-Marie Dumont |        | LR     | Adjointe au maire d'Antibes jusqu'en 2020 Vice-présidente du département chargée de la culture |
| 2015             | 2021             | 2015   | 2021     | Gérald Lombardo   |        | LR     | Ancien chef d'entreprise Maire du Rouret                                                       |
| 2021             | 2028             | 2021   | en cours | Vanessa Lellouche |        | LR     | Chef d'entreprise Adjointe au maire d'Antibes-Juan-les-Pins                                    |
| 2021             | 2028             | 2021   | en cours | Gérald Lombardo   |        | LR     | Conseiller sortant                                                                             |

### Résultats détaillés

#### Élections de mars 2015
À l'issue du premier tour des élections départementales de 2015, deux binômes sont en ballottage : Anne-Marie Dumont et Gérald Lombardo (UMP, 35,67 %) et Dorothée Poirier et William Verges (FN, 28,67 %). Le taux de participation est de 47,94 % (12 802 votants sur 26 706 inscrits) contre 48,55 % au niveau départemental et 50,17 % au niveau national.
Au second tour, Anne-Marie Dumont et Gérald Lombardo (UMP) sont élus avec 68,24 % des suffrages exprimés et un taux de participation de 46,35 % (7 705 voix pour 12 378 votants et 26 707 inscrits).

#### Élections de juin 2021
Le premier tour des élections départementales de 2021 est marqué par un très faible taux de participation (33,26 % au niveau national). Dans le canton de Valbonne, ce taux de participation est de 35,1 % (9 614 votants sur 27 389 inscrits) contre 34,55 % au niveau départemental. À l'issue de ce premier tour, deux binômes sont en ballottage : Vanessa Lellouche et Gérald Lombardo (Union à droite, 29,82 %) et Anne-Marie Ameglio et William Verges (RN, 23,05 %).
Le second tour des élections est marqué une nouvelle fois par une abstention massive équivalente au premier tour. Les taux de participation sont de 34,3 % au niveau national, 37,61 % dans le département et 37,65 % dans le canton de Valbonne. Vanessa Lellouche et Gérald Lombardo (Union à droite) sont élus avec 74,03 % des suffrages exprimés (7 198 voix pour 10 314 votants et 27 392 inscrits),,.

## Composition
Le canton de Valbonne comprend la partie de la commune d'Antibes non incluse dans les cantons d'Antibes-1, Antibes-2 et Antibes-3 et onze communes entières.
| Nom                              | Code Insee | Intercommunalité    | Superficie (km2) | Population (dernière pop. légale)               | Densité (hab./km2) | Modifier                                    |
| -------------------------------- | ---------- | ------------------- | ---------------- | ----------------------------------------------- | ------------------ | ------------------------------------------- |
| Valbonne (bureau centralisateur) | 06152      | CA Sophia Antipolis | 18,97            | 12 389 (2022)                                   | 653                | modifier les données · modifier les données |
| Antibes                          | 06004      | CA Sophia Antipolis | 26,48            | Fraction : 6 232 (2022) Commune : 76 612 (2022) | 2 893              | modifier les données · modifier les données |
| Le Bar-sur-Loup                  | 06010      | CA Sophia Antipolis | 14,47            | 2 960 (2022)                                    | 205                | modifier les données · modifier les données |
| Caussols                         | 06037      | CA Sophia Antipolis | 27,39            | 322 (2022)                                      | 12                 | modifier les données · modifier les données |
| Châteauneuf-Grasse               | 06038      | CA Sophia Antipolis | 8,95             | 3 765 (2022)                                    | 421                | modifier les données · modifier les données |
| Cipières                         | 06041      | CA Sophia Antipolis | 38,15            | 398 (2022)                                      | 10                 | modifier les données · modifier les données |
| Courmes                          | 06049      | CA Sophia Antipolis | 15,71            | 108 (2022)                                      | 6,9                | modifier les données · modifier les données |
| Gourdon                          | 06068      | CA Sophia Antipolis | 22,53            | 365 (2022)                                      | 16                 | modifier les données · modifier les données |
| Gréolières                       | 06070      | CA Sophia Antipolis | 52,87            | 606 (2022)                                      | 11                 | modifier les données · modifier les données |
| Opio                             | 06089      | CA Sophia Antipolis | 9,47             | 2 408 (2022)                                    | 254                | modifier les données · modifier les données |
| Le Rouret                        | 06112      | CA Sophia Antipolis | 7,10             | 4 198 (2022)                                    | 591                | modifier les données · modifier les données |
| Tourrettes-sur-Loup              | 06148      | CA Sophia Antipolis | 29,28            | 4 126 (2022)                                    | 141                | modifier les données · modifier les données |
| Canton de Valbonne               | 0625       |                     |                  | 37 877 (2022)                                   |                    | modifier les données                        |

## Démographie
En 2022, le canton comptait 37 877 habitants, en évolution de +2,18 % par rapport à 2016 (Alpes-Maritimes : +2,85 %, France hors Mayotte : +2,11 %).
| 2013   | 2018   | 2022   |
| ------ | ------ | ------ |
| 36 877 | 37 388 | 37 877 |